# Fischer-Kontroverse
Als Fischer-Kontroverse bezeichnet man einen von 1959 bis etwa 1985 – im engeren Sinne von 1962 bis 1970/71 – anhaltenden Streit in der westdeutschen und ausländischen Geschichtswissenschaft zur politischen Strategie des Deutschen Kaiserreichs vor und im Ersten Weltkrieg, der deutschen Verantwortung für den Kriegsausbruch 1914 und dem Problem der langfristigen Kontinuität deutscher Hegemonialpolitik. Sie entstand durch Forschungen des Hamburger Historikers Fritz Fischer, vor allem durch sein 1961 erschienenes Buch Griff nach der Weltmacht. Die Kontroverse hatte eine enorme erinnerungs- und geschichtspolitische Bedeutung und wurde in ihrer Hochphase auch von der wissenschaftsexternen Publizistik intensiv begleitet. Auf der Seite der Gegner Fischers intervenierten neben dem Historiker Gerhard Ritter wiederholt auch einflussreiche Politiker, darunter Bundeskanzler Ludwig Erhard, Franz Josef Strauß und Bundestagspräsident Eugen Gerstenmaier.
Der umstrittene Gegenstand wurde als Kriegsschuldfrage schon in der Zeit der Weimarer Republik unter apologetischen und propagandistischen Vorzeichen debattiert, trat aber nach 1945 zunächst zurück. Fischers Buch führte zu einer erneuten Debatte. Die Kontroverse veränderte nachhaltig die historische Beurteilung der Kriegsursachen von 1914 und die Forschungsschwerpunkte und -methoden zum Ersten Weltkrieg. Sie gilt daher neben dem 1986 entbrannten bundesdeutschen „Historikerstreit“ als wichtigste geschichtswissenschaftliche Debatte in der Bundesrepublik Deutschland.
Volker Ullrich schrieb dazu 1999 in der Zeit: „Es [das Buch] beseitigte die nationalkonservative Deutungshoheit, führte die deutsche Geschichtswissenschaft an die internationale Forschung heran und gab ihr neue Fragen auf, unter anderem die nach der Kontinuität der Eliten zwischen Kaiserreich und ‚Drittem Reich‘.“ John C. G. Röhl schrieb 2011 in Die Welt, Fischers „vor 50 Jahren umstrittenes Werk“ habe sich als „erstaunlich langlebig und fruchtbar erwiesen“.
Bis heute sind die Thesen von Fischer umstritten, so bezeichnete Sean McMeekin sie als zu germanozentrisch und bedauerte, durch die Fischer-Thesen seien ausgewogenere Darstellungen wie die von Luigi Albertini verdrängt worden. Günther Kronenbitter bezeichnete die Fischer-Kontroverse als eine rein deutsche "Nabelschau", die den Anteil der anderen Beteiligten völlig ausblenden würde.

## Hintergrund
Bis 1960 beruhte die Darstellung der akademischen Geschichtswissenschaft der Bundesrepublik über den Anteil der wilhelminischen Außenpolitik an der Entstehung des Ersten Weltkriegs und ihre Rolle im Verlauf des Krieges auf drei Axiomen:
- Eine deutsche Verantwortlichkeit für die Auslösung des Ersten Weltkrieges im Sommer 1914 bestehe nicht, diesen Krieg habe kein verantwortlicher Politiker oder Militär gewollt oder gar bewusst herbeigeführt, er sei „Tragik“ und „Schicksal“; es gebe daher keinen direkten Zusammenhang zwischen dem Krieg und der wilhelminischen „Weltpolitik“, der Krieg sei subjektiv ehrlich als Verteidigungskrieg begonnen und (zumindest in den ersten Jahren) geführt worden.
- Während des Krieges habe ein grundsätzlicher und unüberbrückbarer Gegensatz zwischen dem alldeutschen Expansionismus im Umfeld der III. Obersten Heeresleitung (OHL) und der zivilen Reichsleitung, die von den Militärs nach und nach entmachtet worden sei, bestanden; von einer Kontinuität oder gar Homogenität der Kriegszielkonzepte könne keine Rede sein.
- Es gebe keinerlei Kontinuität zwischen der deutschen Kriegszielpolitik von 1914 bis 1918 und der außenpolitischen Linie des NS-Regimes.

Schon in den 1950er Jahren ließen sich wesentliche Elemente dieser Annahmen, die an die umfangreichen Arbeiten Hermann Onckens (1932), Erich Brandenburgs (1924) und Alfred von Wegerers (1939) anschlossen, nur noch durch das bewusste Ignorieren von Quellen und das Unterdrücken fremdsprachiger Monographien stützen. So hatte etwa Hans Herzfeld das Septemberprogramm schon 1942 im Reichsarchiv entdeckt, darüber aber Stillschweigen gewahrt. Die Darstellung Luigi Albertinis, der die deutsche Politik in der Julikrise auf der Grundlage einer gründlichen Durcharbeitung der vorliegenden gedruckten Quellen und der Memoirenliteratur kritisch diskutiert hatte, und die Studie des deutsch-amerikanischen Historikers Hans Wilhelm Gatzke, der 1950 erstmals zwischen „konservativen“ und „liberalen Imperialisten“ unterschied und die Meinungsverschiedenheiten zwischen diesen Strömungen als lediglich taktisch bewertete, waren in der Bundesrepublik weder veröffentlicht noch rezipiert worden. Die ersten marxistischen Arbeiten zu diesem Themenkomplex wurden ohnehin grundsätzlich nicht zur Kenntnis genommen. Diese allzu offensichtliche Anbindung der akademischen Geschichtswissenschaft an politische und geschichtspädagogische Zweckmäßigkeitsüberlegungen erwies sich in der ersten Phase der Kontroverse als schwere Belastung der Kritiker Fischers und verlieh dessen Thesen – die deren Gegner oft gar nicht als historiographisches, sondern als politisches Problem behandelten – eine über die bloße fachwissenschaftliche Auseinandersetzung hinausreichende wissenschaftspolitische Bedeutung.

## Fischers Hauptthesen
Fischers Arbeiten beruhten auf akribischen Recherchen und gründlicher Auswertung neuer Quellen, wobei er die traditionelle Methodik einer Analyse von Regierungsentscheidungen im Führungskreis der beteiligten Großmächte beibehielt. Im Ergebnis kam er zu pointierten Positionen, die deutlich von dem in Deutschland bis dahin gültigen Forschungskonsens abwichen und diesen in Frage stellten. Damit löste er eine heftige und anhaltende, auch international beachtete Kontroverse aus.

### Deutsche Kriegsziele
Schon 1957 hatte Fischer begonnen, systematisch die Aktenbestände der nationalen Archive nach den Kriegszielen der Mittelmächte zu durchforsten. Er konnte als einer der ersten deutschen Historiker die bis dahin unter Verschluss der Alliierten gehaltenen Akten des Auswärtigen Amtes und der Reichskanzlei auswerten und mit Erlaubnis der DDR-Regierung auch das Potsdamer Zentralarchiv einsehen. Erstes Ergebnis seiner Recherchen war sein Aufsatz „Deutsche Kriegsziele. Revolutionierung und Separatfrieden im Osten 1914–1918“, den er 1959 in der Historischen Zeitschrift (HZ) veröffentlichte. Darin beschrieb er die Kriegsziele der Reichsregierung unter Reichskanzler Theobald von Bethmann Hollweg als in der Zwecksetzung – Hegemonie in Europa und damit Etablierung als Weltmacht – weitgehend deckungsgleich mit denen der Annexionisten und als Fortsetzung der wilhelminischen Weltpolitik vor dem Krieg. Außerdem sei Bethmann Hollwegs Kriegszielpolitik zumindest in den ersten Kriegsjahren von einem informellen Bündnis getragen worden, das von den Konservativen bis zum rechten Rand der SPD gereicht habe. Dieser Aufsatz wurde von vielen Beobachtern kritisch registriert und von Hans Herzfeld negativ besprochen, aber noch nicht als Kampfansage empfunden, da Fischer hier nur einen zwar unorthodoxen, aber noch diskutierbaren Beitrag zur Aufarbeitung der Kriegszieldiskussion geliefert zu haben schien. Gerhard Ritter, bald darauf Fischers erbittertster Gegenspieler, schrieb diesem in einem Privatbrief, dass aus dem Aufsatz „ja eine ganz interessante Auseinandersetzung“ werden könne.
Im Oktober 1961 folgte das Buch Griff nach der Weltmacht. Die Kriegszielpolitik des kaiserlichen Deutschland 1914/18. Darin betonte Fischer die Bedeutung des „Septemberprogramms“ von Bethmann Hollweg aus dem Jahr 1914, auf das er im Potsdamer Archiv gestoßen war. Bethmann Hollweg rechnete mit einem raschen deutschen Sieg und plante daraufhin weitreichende Annexionen in Frankreich und den Beneluxstaaten sowie koloniale Inbesitznahmen in Zentralafrika. Fischer ordnete dieses Dokument wie folgt ein:

„Einmal stellte das Programm keine isolierten Forderungen des Kanzlers dar, sondern repräsentierte Ideen führender Köpfe der Wirtschaft, Politik und des Militärs. Zum anderen waren […] die in dem Programm niedergelegten Richtlinien im Prinzip Grundlage der gesamten deutschen Kriegszielpolitik bis zum Ende des Krieges, wenn sich auch je aus der Gesamtlage einzelne Modifikationen ergaben.“

Diese Kriegsziele deutete Fischer sodann als logische Folge der deutschen imperialistischen „Weltpolitik“ vor 1914: Das Kaiserreich habe demnach schon vor dem Krieg eine deutsche Hegemonie in Europa angestrebt. Es habe versucht, als Nachzügler der europäischen Kolonialmächte nach der „Weltmacht“ zu greifen. Als politische Konzeption weise dieser „Griff nach der Weltmacht“ zudem über den Ersten Weltkrieg hinaus. Im Vorwort bezeichnete Fischer seine Arbeit als „Beitrag zu dem Problem der Kontinuität in der deutschen Geschichte vom Ersten bis zum Zweiten Weltkrieg“. Gerade diese gedankliche Verbindung, die Fischers Forschungsergebnisse implizit durchgehend nahelegten, wurde von nahezu allen etablierten Neuzeithistorikern als unerhörter Tabubruch – Theodor Schieder sprach kurz nach der Veröffentlichung des Buches gegenüber Johannes Ullrich von einer „nationalen Katastrophe“ – empfunden, weil Fischer hier nicht nur die üblichen Sprachregelungen der Debatte über den Ersten Weltkrieg angriff, sondern die geschichtspolitisch noch ungleich wichtigere und sorgsam gepflegte Formel in Zweifel zog, dass es sich beim NS-Regime und dessen Außenpolitik um einen gleichsam voraussetzungslosen Bruch, einen wesentlich an die Person Hitlers gebundenen „Betriebsunfall“ der deutschen Geschichte gehandelt habe. Mit dieser These stand Fischer in der Bundesrepublik zunächst völlig allein. Ludwig Dehio, der seit den späten 1940er Jahren einige vergleichsweise kritische Untersuchungen zum Hegemonie- und Kontinuitätsproblem vorgelegt und mit dessen Unterstützung Fischer anfänglich gerechnet hatte, grenzte sich sofort von ihm ab und bestand mit Nachdruck auf einem „defensiven Kern“ der Kriegszielpolitik Bethmann Hollwegs.

### Die Julikrise
Nicht nur im Blick auf die imperialistische Außenpolitik, sondern auch im Blick auf ihr konkretes Verhalten in der Julikrise 1914 machte Fischer die Reichsregierung für den Weltkrieg wesentlich mitverantwortlich. Er interpretierte Bethmann Hollwegs vorbehaltlose Rückendeckung für die Regierung Österreich-Ungarns am 5. Juli 1914 als „Blankovollmacht“ für deren Vorgehen gegen Serbien und zeigte anhand von Dokumenten und Zitaten: Das Attentat von Sarajevo vom 28. Juni 1914 sei für die deutsche Reichsleitung der willkommene Anlass zur Verwirklichung ihrer weitreichenden Ziele gewesen. Berlin habe Wien zur schnellen Kriegserklärung gegen Serbien geradezu gedrängt und – entgegen den offiziellen Erklärungen – eine friedliche Beilegung oder wenigstens Eindämmung des Konflikts systematisch verhindert. Dabei sei das Reich von allen europäischen Großmächten noch am ehesten in der Position gewesen, eine effektive Deeskalation zu erreichen.
Fischer beschrieb die Herkunft seiner Darstellung in Griff nach der Weltmacht später wie folgt:

„Die knappe Skizze der Julikrise in diesem Buch lehnte sich weitgehend an die Darstellung des Italieners Luigi Albertini an, dessen dreibändiges Werk bereits 1942/43 erschien und 1953 zwar ins Englische, bis heute aber nicht ins Deutsche übersetzt worden ist. Vor allem durch die Betonung der Ereignisse in Berlin, Anfang Juli bei der sogenannten Hoyos-Mission, wurde im ‚Griff nach der Weltmacht‘ die Verantwortlichkeit der deutschen Regierung am Kriegsausbruch stark unterstrichen, ganz anders als es die üblich gewordene Sprachregelung von 1951 will.“

Fischer verzichtete in seiner detailliert dargelegten Analyse der Entscheidungsabläufe im Juli/August 1914 noch darauf, auf weitere zurückliegende deutsche Außenpolitik, etwa das Verhalten bei den Haager Friedenskonferenzen (1899 und 1907), hinzuweisen: Eine dortige Einigung hätte den Krieg eventuell verhindert, doch das deutsche Beharren auf der Flottenrüstung ließ die Konferenzen scheitern. Er zog das Fazit:

„Bei der angespannten Weltlage des Jahres 1914, nicht zuletzt als Folge der deutschen Weltpolitik; – die 1905/06, 1908/09 und 1911/12 bereits drei gefährliche Krisen ausgelöst hatte –, musste jeder begrenzte (lokale) Krieg in Europa, an dem eine Großmacht unmittelbar beteiligt war, die Gefahr eines allgemeinen Krieges unvermeidbar nahe heranrücken. Da Deutschland den österreichisch-serbischen Krieg gewollt, gewünscht und gedeckt hat und, im Vertrauen auf die deutsche militärische Überlegenheit, es im Jahre 1914 bewusst auf einen Konflikt mit Russland und Frankreich ankommen ließ, trägt die deutsche Reichsführung einen erheblichen Teil der historischen Verantwortung für den Ausbruch eines allgemeinen Krieges. Diese verringert sich auch nicht dadurch, daß Deutschland im letzten Augenblick versuchte, das Verhängnis aufzuhalten: denn die Einwirkung auf Wien geschah ausschließlich wegen der drohenden Intervention Englands, und auch dann wurde sie nur mit halben, verspäteten und sofort widerrufenen Schritten unternommen.“

Dies widersprach explizit der bis dahin unter westdeutschen Historikern vorherrschenden Meinung, das Reich sei im Juli 1914 zunächst defensiv orientiert gewesen und habe den Krieg zu vermeiden versucht.

### Kriegsentscheidung ab 1911
Unter dem Eindruck der inzwischen erfolgten fachlichen Kritiken – teilweise auch persönlichen Angriffen – bekräftigte Fischer seine beiden Zentralthesen vom längerfristigen Hegemonialstreben und bewusster Inkaufnahme des Krieges und spitzte sie noch zu. In dem 800 Seiten starken Buch Krieg der Illusionen. Die deutsche Politik von 1911 bis 1914 (1969) präsentierte er weitere Archivfunde, die die aggressive deutsche Außenpolitik vor 1914 belegten. Mit ihnen begründete er die These, Wilhelm II. und seine Militärberater hätten spätestens bei einem geheimen Kriegsrat vom 8. Dezember 1912 beschlossen, einen größeren Krieg bis zum Sommer 1914 bewusst vom Zaun zu brechen, um die von ihnen angenommene eigene militärische Überlegenheit rechtzeitig auszunutzen. Die Zwischenzeit habe dazu genutzt werden sollen, die Bevölkerung propagandistisch auf diese „Lösung“ vorzubereiten. Es ist wahrscheinlich, dass damit auch das Zustandekommen der für 1915 geplanten dritten Haager Friedenskonferenz verhindert werden sollte, die sich in der Vorbereitungsphase befand, und auf der die verbindliche internationale Schiedsgerichtsbarkeit durch Mehrheitsentscheid festgeschrieben sowie über eine internationale Exekutive verhandelt worden wäre.
Ab 1970 publizierte Fischer nur noch kürzere Aufsätze, um seine Thesen vom Kriegskurs, Größenwahn und politischen Versagen der Reichsregierung im Detail zu untermauern. Er beteiligte sich dabei auch an der Diskussion um die Echtheit der Tagebücher, die der Privatsekretär Bethmann Hollwegs Kurt Riezler während der Julikrise geführt hatte. Vor allem aber vertrat er die These vom „Deutschen Sonderweg“ in das 20. Jahrhundert. Zunehmend betonte Fischer im Anschluss an Hans-Ulrich Wehlers Theorie des Sozialimperialismus auch innenpolitische Motive: Die Regierung habe mit dem Krieg Spannungen kanalisieren und Oppositionskräfte einbinden wollen. Der Aufsatz Juli 1914 (1983) fasste seine Argumentation letztmals zusammen.

## Die Kontroverse

### Historische Debatte
Fischers Rechercheleistung wurde von den meisten Rezensenten seiner ersten beiden Veröffentlichungen gewürdigt. Die moderate Antwort Hans Herzfelds auf Fischers Aufsatz von 1959 in der Historischen Zeitschrift (HZ) eröffnete die Fischer-Kontroverse. Herzfeld rückte zunächst die Haltung des Reichskanzlers in den Blickpunkt: Bethmann Hollweg habe die Kriegsziele der Annexionisten keineswegs vorbehaltlos unterstützt, sondern nach außen einen gewissen Konsens der vielen unkoordinierten Entscheidungsträger herzustellen versucht, ohne deren Position ganz zu teilen. Fischers Quellen hätten tatsächlich keine Fortsetzung der Weltpolitik mit anderen Mitteln belegt, sondern nur eine Dauerkrise des politischen Systems.
In das Zentrum der Kontroverse rückte damit vor allem Fischers Deutung der Julikrise. Diese wurde in der Bundesrepublik zunächst mehrheitlich vehement abgelehnt. Darin spiegelte sich auch ein gewisser Schock über den Tabubruch eines einzelnen Historikers, der sich mit herkömmlichen Quellenfunden gegen den Nachkriegskonsens stellte, für die Entwicklung zum Weltkrieg seien alle europäischen Großmächte mehr oder weniger gleich verantwortlich gewesen, aber niemand habe den Krieg gewollt. Im Ausland dagegen wurde die Position Fischers eher unterstützt.
Als schärfster Kritiker Fischers profilierte sich Gerhard Ritter, Vertreter der nationalkonservativen Historiografie der Zwischenkriegszeit und Wortführer des westdeutschen Historikerverbandes. Deshalb wurde Ritter, der dem Widerstand gegen die NS-Diktatur verbunden war, in einer bemerkenswerten Verkehrung der Fronten, so Herfried Münkler, vom Fischer-Lager zum „Ultrarechten“ abgestempelt. Fischer hingegen, „ausgerechnet er, ehemaliges Mitglied der SA und der NSDAP, wurde zum Wortführer einer linksliberalen Sicht“. Ritter schätzte die deutsche Politik im Juli/August 1914 weiterhin wie vor 1933 grundsätzlich defensiv ein:

„Außenpolitisch geriet sie [die Reichsregierung] in eine ganze Kette gefährlicher ‚Krisen‘ und in eine immer bedrohlicher werdende Isolierung hinein: in jene ‚Einkreisung‘ durch Ententen und Militärbündnisse, die jeder politisch Denkende seit spätestens 1911 als schwere Bedrückung empfand. Nur eine Regierung von Abenteurern hätte in solch einer Lage daran denken können, einen Krieg zu provozieren, um ‚nach der Weltmacht zu greifen‘, um Hegemonie zu erringen.“

Rechtskonservative Autoren wie Giselher Wirsing bezichtigten Fischer sogar der Geschichtsfälschung. Erwin Hölzle vertrat gegen Fischer die These der russischen Kriegsschuld. 1976 bestritt er eine deutsche Hauptverantwortung für Kriegsausbruch und Kriegsverlauf und sah Großbritannien und Russland als Hauptverantwortliche:

„Der Ursprung des Krieges ist durch die Freund-Feindverhärtung der europäischen Allianzen wesentlich bedingt und gesteigert durch deren Verwicklung in die weltpolitischen Gegensätze und Wandlungen, wie durch den umwälzenden Antrieb des Nationalitätsprinzips. Als die andere und machtpolitisch schwerer wiegende Ursache hat sich die durch Verrat Deutschland bekanntgewordene vertragliche Schließung des Rings durch die beiden wirklichen Weltmächte England und Rußland erwiesen.“

Andere wichtige Kontrahenten Fischers waren Egmont Zechlin, Karl Dietrich Erdmann und Andreas Hillgruber. Sie modifizierten ihre Haltung im Lauf der Kontroverse zum Teil. Auf dem Berliner Historikertag 1964 setzte sich Fischer in einer mehrstündigen Redeschlacht vor vielen Zuhörern erstmals in seiner Grundthese gegen seine Diskussionspartner durch. Nun deutete auch Hillgruber das Verhalten der Reichsregierung im Juli 1914 als „Konzeption eines kalkulierten Risikos zur Durchsetzung begrenzter machtpolitischer Veränderungen unter Ausnutzung von internationalen Krisensituationen“. Er nahm also entgegen Fischer nicht an, dass die im September 1914 dokumentierten Kriegsziele schon vorher verfolgt wurden, räumte aber eine bewusste Risikobereitschaft des Reichskanzlers und damit Mitverantwortung des Kaiserreichs für den Kriegsausbruch ein:

„In der Bethmann-Hollwegschen Konzeption des kalkulierten Risikos in der Julikrise 1914 liegt das Fragwürdige auf der Hand. Auch wenn man […] bei der politischen Führung des Reiches 1914 keinen Willen zur ausgreifenden Machterweiterung zu erkennen vermag, […] tritt die Mitverantwortung der deutschen Reichsleitung für den Ausbruch des großen Krieges deutlich hervor.“

Hillgruber ging also weiter davon aus, dass die Reichsleitung den Krieg nicht direkt angestrebt habe, sondern aus dem Gefühl einer für Deutschland unhaltbar gewordenen Defensive heraus die politische – und nur notfalls militärische – Offensive suchte. Hillgruber und andere unternahmen damit den Versuch, so der marxistisch-leninistische DDR-Historiker Fritz Klein, die „ins Wanken geratene Front“ der bundesdeutschen Geschichtswissenschaft auf einer mittleren Linie zu stabilisieren. Fischer arbeitete diesen Bestrebungen durch die fortlaufende Radikalisierung seiner Aussagen unfreiwillig zu. Dadurch gab er seinen Gegenspielern die Möglichkeit, Teile seiner ursprünglichen Thesen zu übernehmen und einen „neuen Konsens“ gegen Fischer zu organisieren, der sich dann bis zum Abflauen der Debatte nach 1970 durchsetzte.
Ferner betonten Fischers Gegner stärker die politischen Entscheidungen und Ziele der anderen Großmächte in der Julikrise. So wurde etwa die Mobilmachung der russischen Armee als genauso wichtiger eskalierender Faktor wie die deutsche „Blankovollmacht“ für Österreich-Ungarn vom 5. Juli 1914 angesehen. Fischers Arbeiten wurden auch wegen ihrer Methodik kritisiert. Fischer habe sich zwar intensiv mit einem vermeintlichen deutschen Weltmachtstreben beschäftigt, jedoch ohne die deutsche Politik in den Gesamtzusammenhang der Politik der anderen europäischen Großmächte zu stellen. Ohne eine solche Analyse könnten Fischers weitreichende Schlüsse zur Gesamtkriegsschuld nicht gezogen werden.
Trotz mehrheitlicher Ablehnung stimmten einige Historiker Fischer im weiteren Verlauf der Kontroverse im Kern zu, so sein Schüler Imanuel Geiss in der Bundesrepublik, in Großbritannien John C. G. Röhl. Röhl schrieb 2011 rückblickend: „Keineswegs eine ‚Alleinschuld‘ Deutschlands, die Fischer auch nie vertreten hat, wohl aber die ‚erhebliche‘ Verantwortung der Berliner Reichsleitung für die Auslösung des Kriegs im Sommer 1914 trat unmissverständlich zutage.“
Um 1964, also wenige Jahre nach Veröffentlichung von Fischers Erkenntnissen und im Verlauf der ergänzenden Forschungen von Imanuel Geiss, ist der Teil der Tagebücher des Sekretärs von Kanzler Theobald von Bethmann Hollweg, Kurt Riezler, der zeitlich zwischen dem Kriegsrat vom 8. Dezember 1912 und der Julikrise lag, von Unbekannten vernichtet worden. Fischer hat zu dieser Episode 1983 noch das Werk Juli 1914: Wir sind nicht hineingeschlittert. Das Staatsgeheimnis um die Riezler-Tagebücher verfasst.
Bundesdeutsche Rezensionen schenkten dem Problem des, auch in Fischers Werk angesprochenen, ökonomisch bestimmten Imperialismus kaum angemessene Aufmerksamkeit. Lediglich von Fritz T. Epstein wurde die Erforschung der Einflüsse der Industrie auf die Politik des Kaiserreichs, als Desideratum der Forschung angesehen.

### Mediendebatte
Schon das Erscheinen von Griff nach der Weltmacht löste eine lange Reihe von Rezensionen in den überregionalen Tageszeitungen aus. Der überwiegende Teil würdigte dabei Fischers akribische Quellenarbeit, und viele sahen Fischers Neuinterpretation der Kriegsschuld als bewiesen an. Besondere Brisanz lag zudem in der von Fischer – wenn auch nur in einem einzigen Satz – beschriebenen Kontexteinordnung zum Kontinuitätsproblem vom Ersten zum Zweiten Weltkrieg. Die Detailuntersuchung wurde so in eine größere historische Perspektive gerückt, die auf die Entstehungsbedingungen des Dritten Reiches abzielte. Diese Dimension von Fischers Arbeit löste in der Folge eine emotional geführte Debatte in der Öffentlichkeit aus, an der sich Historiker, Journalisten und Politiker beteiligten.
Nach einer Phase von Rezensionen von 1961 bis 1963, in der die Autoren die Brisanz von Fischers Arbeit für die Frage nach der Kontinuität schon vielfach erkannten, folgte die Hochphase aber erst 1964. In diesem Jahr jährten sich sowohl der Ausbruch des Ersten (50 Jahre) als auch des Zweiten Weltkrieges (25 Jahre). Dies ermöglichte den Medien eine verstärkte Aufnahme der Debatte. Zudem hatte sich die politische Kultur in der Bundesrepublik seit 1959 verändert. Die Aufarbeitung der NS-Vergangenheit wurde in den Massenmedien zunehmend thematisiert. Dies schuf einen positiven Rezeptionsrahmen für Fischers Thesen.
Die öffentliche Auseinandersetzung wurde vor allem in den überregionalen Tageszeitungen Frankfurter Allgemeine Zeitung, Die Welt, Süddeutsche Zeitung, in der Wochenzeitung Die Zeit und im Nachrichtenmagazin Der Spiegel ausgetragen. Dessen Herausgeber Rudolf Augstein schaltete sich aktiv in die Diskussion ein und ließ durch einen Vorabdruck der zweiten Auflage von Griff nach der Weltmacht keinen Zweifel aufkommen, dass er auf Fischers Seite stand.
Auch Politiker mischten sich in die historische Debatte ein. Sowohl Bundeskanzler Ludwig Erhard als auch Bundestagspräsident Eugen Gerstenmaier bezogen in Reden zu den Jahrestagen dezidiert Position gegen Fischer. Eine seit 1963 geplante Vortragsreise Fischers durch die USA, die dieser im März 1964 auf Einladung des Goethe-Instituts unternehmen wollte, wurde durch Streichung der anfangs bewilligten Fördergelder durch das Auswärtige Amt verhindert. Dies löste einen öffentlichen Proteststurm auch seitens US-amerikanischer Historiker aus, infolge dessen sich herausstellte, dass Gerhard Ritter die Absage mit Eingaben an den damaligen Bundesaußenminister Gerhard Schröder erreicht hatte. In einem Brief vom 17. Januar 1964 hatte Ritter dagegen protestiert, dass Fischer seine „völlig unreifen Thesen nun im direkten Auftrag des Auswärtigen Amtes“ in den USA verbreiten dürfe. Im Zuge des dadurch entstandenen Skandals veröffentlichte die Zeit am 24. April einen Protestbrief zwölf renommierter US-Historiker, die dem Auswärtigen Amt eine Haltung „von bürokratischem Hochmut, falsch verstandener Staatsräson und Instinktlosigkeit gegenüber der Reaktion des Auslandes“ vorwarfen und von einer „schwärende[n] Wunde in den kulturellen Beziehungen“ sprachen. Die Finanzierung der Reise erfolgte letztendlich auf Initiative US-amerikanischer Professoren durch den American Council of Learned Societies. 
Konrad Jarausch erklärte die damalige Aufregung aus der besonderen zeitgeschichtlichen Situation:

„Fischers Thesen waren ein Schock. In Jerusalem stand Adolf Eichmann vor Gericht, in Frankfurt begannen die Auschwitzprozesse. Allen Deutschen wurde vor Augen geführt, welche schrecklichen Dinge im Dritten Reich passiert waren. Und nun sollten sie auch noch schuld am Ersten Weltkrieg sein. […] Verstärkt wurde die Konfrontation noch durch den Kalten Krieg. Die harten Urteile, mit denen ostdeutsche Wissenschaftler die Politik des Kaiserreichs verdammten, tabuisierten die Kriegsschuldfrage unter deutschen Historikern zusätzlich.“

## Folgen in der Geschichtswissenschaft
Fischers Arbeiten regten seit etwa 1970 verstärkt Forschungen zu sozialökonomischen Kriegsursachen an, etwa die Orientierung auf eine Kriegsökonomie, die innenpolitische Reformunfähigkeit der kaiserlichen Monarchie, innenpolitische Verteilungskämpfe. Seit der Wiedervereinigung Deutschlands 1990 werden auch Archive aus der früheren DDR und Sowjetunion wissenschaftlich ausgewertet. Angestoßen durch Fischers Thesen widmeten sich Forscher wie Horst Lademacher, Lilli Lewerenz, Winfried Baumgart, Peter Borowsky, Horst Günther Linke auch vermehrt der deutschen Politik in den vom Kaiserreich besetzten Staaten.
Wolfgang J. Mommsen stellte konkrete Pläne zur zwangsweisen Aus- oder Umsiedlung von Polen und Juden fest. Dies gilt als Indiz für die Umsetzung expansiver, auf Annexionen und Errichtung von Satellitenstaaten gerichteter Kriegsziele. Ähnliche Ziele verfolgte für Polen und Teile Preußens auch das russische Zarenreich.
Mommsen machte 1981 den Nationalismus wichtiger Interessengruppen für das Regierungshandeln verantwortlich: Die „verantwortlichen Staatsmänner“ hätten im Reichstag zu wenig Rückhalt für eine Verständigungspolitik gehabt, da ihnen die Kontrolle über das Offizierskorps, die Hofgesellschaft und die preußische Bürokratie entglitten sei. Sie hätten deshalb nicht gewagt, „der steigenden Flut nationalistischer Erwartungen wirksam entgegenzutreten.“ Daher habe die deutsche Regierung sich im Juli 1914 „eigentlich gegen die eigene Überzeugung für einen politischen Kurs“ entschieden, „der nach Bethmann-Hollwegs Eingeständnis ‚einem Sprung ins Dunkle‘ gleichkam und den Ausbruch des Ersten Weltkrieges unvermeidlich machte.“ An anderer Stelle betonte er:

„Bei einiger Bereitschaft zur Konzilianz hätten die anderen Mächte gleichwohl den Ersten Weltkrieg noch abwenden können. Tatsächlich setzten diplomatische Gegensätze von relativ geringer Größenordnung, die unter anderen Umständen leichthin ohne großen Krieg hätten geschlichtet werden können, eine Welt in Flammen […].“

Wolfgang Steglich hat demgegenüber anhand von ausländischem Archivmaterial die deutschen und österreichischen Bemühungen um einen Verständigungs- oder Separatfrieden seit 1915 betont.
Thomas Nipperdey widersprach sozialhistorischen Erklärungsansätzen 1991 mit seiner Ansicht, der „Krieg, die deutsche Kriegsbereitschaft und die Krisenpolitik“ seien keine Folge des deutschen Gesellschaftssystems gewesen. Er modifizierte David Lloyd Georges These vom „Hineinschlittern“ leicht und verwies dazu auf verhängnisvolle Militärpläne und Kriegsentscheidungen der Exekutive auch in parlamentarischen Staaten:

„Alle glaubten sich in der Defensive, und alle waren kriegsbereit. Alle überschätzten die eigene existenzielle Bedrohung, alle unterschätzten den kommenden Krieg. […] Der Krieg kam, weil alle oder einige am Frieden verzweifelten, nicht weil alle oder einige zum Krieg unter allen Umständen entschlossen waren. Und wenn man die Spielräume, die Entscheidungsfreiheit der Handelnden bedenkt, so haben alle Anteil an der Zuspitzung der Krise, wenn auch unterschiedlich an dem Scheitern der Krisenbewältigung, an dem Ende des Friedens. Darum sprechen wir vom Ausbruch, nicht von der Entfesselung des Ersten Weltkrieges.“

Mit der Verlagerung der Forschungsschwerpunkte erlangte die Fischer-Kontroverse auch als Auseinandersetzung über die theoretischen Grundlagen der deutschen Geschichtswissenschaft Bedeutung. Während die traditionelle Politikgeschichte die Bedeutung von Handlungen und Entscheidungen „großer Männer“ betonte, hob eine neue Generation von Historikern die Relevanz von gesellschaftlichen Strukturen für die Geschichtsschreibung (Strukturgeschichte) hervor. Dabei trat die zuvor vorherrschende apologetische Auffassung, die an den Entscheidungen einzelner Führungspersönlichkeiten orientiert war, hinter eine nüchterne Ereignisanalyse zurück. Damit wurden Fischers Fragestellungen aufgegriffen und hinsichtlich der Sozialgeschichte im Kaiserreich, den gesellschaftlichen Verwerfungen im Kriegsverlauf und der Kontinuität von Führungseliten und Kriegszielen in beiden Weltkriegen erweitert. Dies trug dazu bei, dass auch nichtdeutsche Historiker die Eigenverantwortung ihrer Staaten für den Ersten Weltkrieg differenzierter herausstellten.
So bemängelte der französische Historiker Georges-Henri Soutou, dass Fischer die deutschen Kriegsziele losgelöst von denen der anderen Mächte betrachtet und die damit verbundenen Wechselwirkungen, die keinesfalls außer Acht gelassen werden dürften, vernachlässigt habe. Er relativierte auch die Bedeutung des „Septemberprogramms“ Bethmann Hollwegs, auf das Fischer seine These einer kontinuierlichen deutschen Hegemonieplanung stützte.

## Bilanz
Der Zeithistoriker Klaus Große Kracht zog 2004 als Bilanz:

„Trotz der abwehrenden Haltung nahezu aller führenden Zeithistoriker der Bundesrepublik, ja selbst der Einschaltung politischer Instanzen, setzten sich Fischers Thesen aus Griff nach der Weltmacht im Laufe der sechziger Jahre vor allem in der jüngeren Generation, die selbst keinerlei Erfahrung mit dem Ersten Weltkrieg mehr verband, zunehmend durch. Die zentrale Bedeutung der Fischer-Kontroverse, die zu Recht als eine ‚Schlüsseldebatte‘ der westdeutschen Zeitgeschichtsforschung gelten kann, liegt jedoch nicht in der Erneuerung der ‚Kriegsschuldfrage‘, sondern darin, dass sie die Frage der Kontinuität wieder auf die Tagesordnung gesetzt und damit die ‚Zeitgeschichte‘ über das Jahr 1917 hinaus in die Geschichte des Kaiserreichs zurückgeführt hat. Diesen Impuls haben dann vor allem jüngere Historiker wie Wolfgang J. Mommsen und Hans-Ulrich Wehler Ende der sechziger Jahre aufgegriffen, die Fischers engen politikgeschichtlichen Ansatz u. a. im Rückgriff auf die frühen Arbeiten Eckhart Kehrs um sozialgeschichtliche Zugänge erweitert und so die Diskussion um den deutschen ‚Sonderweg‘ vom Kaiserreich bis in das ‚Dritte Reich‘ neu eröffnet haben.“

In einem Rückblick auf große historische Debatten bezeichnete Konrad Jarausch die Kontroverse als „Stellvertreterdebatte“ für die immer mitgedachten Zusammenhänge mit dem Zweiten Weltkrieg. Es sei dabei um „die Kontinuität des historischen Selbstverständnisses und die daraus abgeleitete Legitimität nationaler Politik in Deutschland gegangen“ (S. 34). Das Verdienst dieser „Schlüsseldebatte“ für eine kritische Geschichtswissenschaft und ein kritisches Geschichtsbewusstsein in der Bundesrepublik habe „weniger in der Aufdeckung der deutschen Kriegsschuld als in der Universalisierung nationaler Selbstkritik als zentraler Aufgabe der Zeitgeschichte überhaupt“ bestanden (S. 36).
Im Gefolge der Fischer-Kontroverse wurde der entscheidende Beitrag Deutschlands zum Kriegsausbruch 1914 historisch weitgehend anerkannt, jedoch differenzierter als bei Fischer erklärt. So resümierte Jürgen Kocka die Forschungsgeschichte in einem Vortrag zur Vorstellung der Enzyklopädie Erster Weltkrieg am 27. November 2003 in Stuttgart wie folgt:

„Die Forschung hat Fischers Thesen modifiziert, relativiert, ergänzt, aber auch bestätigt. Einiges davon gehört heute zum unumstrittenen Schulbuchwissen. Der entscheidende Beitrag Deutschlands zum Kriegsausbruch ist heute weitgehend anerkannt, wird allerdings umfassender und distanzierter erklärt als bei Fischer, nämlich einerseits aus dem Nachzüglerstatus Deutschlands als einer imperialistischen Macht und aus den Mechanismen der internationalen Konkurrenz jener Zeit, andererseits und vor allem aber aus den ökonomischen, sozialen, verfassungsmäßigen und mentalen Krisen des wilhelminischen Reichs, nicht nur aus seinen ökonomischen Interessen. Das europäische Umfeld Deutschlands ist heute viel besser ausgeleuchtet als 1961. Das hat Fischers These gewissermaßen eingebettet. Im Übrigen debattieren Historiker heute kaum noch über Kriegsschuld und Kriegsziele. Die Fischer-Kontroverse ist Teil der Geschichte. […] Die Frage nach der Schuld am Krieg von 1914 ruft kaum noch leidenschaftliche Antworten hervor. […] Der Bann ist gebrochen, in dem die Erinnerung an den Großen Krieg jahrzehntelang stand. Der Zweite Weltkrieg und seine Verarbeitung haben stark dazu beigetragen.“

Heinrich August Winkler gab Fischers Hauptthese 2007 im Blick auf den derzeitigen Forschungsstand nochmals Recht:

„Das Ziel, mit dem die deutschen Eliten in den Ersten Weltkrieg gezogen waren, hieß Hegemonie in Europa und Aufstieg zur Weltmacht. Am Ende stand ein Friedensvertrag, den die Deutschen als schreiendes Unrecht empfanden, obwohl er das Reich bestehen ließ und ihm die Möglichkeit einräumte, wieder zur Großmacht zu werden. Eine selbstkritische Auseinandersetzung mit der deutschen Kriegsschuld fand nicht statt, obschon bereits im April 1919 eine interne Aktensammlung vorlag, die keinen Zweifel daran ließ, dass die Reichsleitung im Juli 1914 alles getan hatte, die internationale Krise zu verschärfen. In Abwehr der alliierten These, Deutschland und seine Verbündeten trügen die alleinige Verantwortung für den Kriegsausbruch, entstand eine Kriegsunschuldlegende, die ebenso viel Unheil stiftete wie ihre Zwillingsschwester die Dolchstoßlegende [...].“

Jürgen Angelow fasste im Jahre 2010 aus seiner Sicht den Forschungsstand wie folgt zusammen:

„In Auseinandersetzung mit den Thesen Fritz Fischers hat sich in der deutschen Historiografie die Auffassung durchgesetzt, dass das Vorgehen der Reichsleitung während der Julikrise 1914 aus einer außenpolitischen Defensivposition resultierte. Die für notwendig befundene Verbesserung der eigenen Position sollte mit Hilfe einer ‚Politik der begrenzten Offensive‘, unter Inkaufnahme eines ‚kalkulierten Risikos‘, durchgesetzt werden. Das Risiko ihres Scheiterns habe darin gelegen, zur Führung eines Großkriegs gezwungen zu werden, dessen Siegeschancen von den maßgeblichen Militärs von Jahr zu Jahr immer skeptischer bewertet wurden. […] Tatsächlich bringen die Begriffe ‚begrenzte Offensive‘ und ‚kalkuliertes Risiko‘ das Unverantwortliche und Abgründige der deutschen Position nicht vollständig zum Ausdruck. Dagegen beschreibt der von jüngeren Historikern verwendete Begriff ‚Brinkmanship‘ eine waghalsige Politik des ‚unkalkulierten Risikos‘, des Wandelns am Rande des Abgrunds.“

Der australische Historiker Christopher Clark legte den Schwerpunkt seiner erstmals 2012 erschienenen Untersuchung auf das Handeln der Entente und Serbiens. Zusammenfassend kommt er aus dieser Sicht zu folgendem Schluss:

„Der Kriegsausbruch von 1914 ist kein Agatha-Christie-Thriller, an dessen Ende wir den Schuldigen im Konservatorium über einen Leichnam gebeugt auf frischer Tat ertappen. In dieser Geschichte gibt es keine Tatwaffe als unwiderlegbaren Beweis, oder genauer: Es gibt sie in der Hand jedes einzelnen wichtigen Akteurs. So gesehen war der Kriegsausbruch eine Tragödie, kein Verbrechen. Wenn man dies anerkennt, so heißt das keineswegs, dass wir die kriegerische und imperialistische Paranoia der österreichischen und deutschen Politiker kleinreden sollten, die zu Recht die Aufmerksamkeit Fritz Fischers und seiner historischen Schule auf sich zog. Aber die Deutschen waren nicht die einzigen Imperialisten, geschweige denn die einzigen, die unter einer Paranoia litten. Die Krise, die im Jahre 1914 zum Krieg führte, war die Frucht einer gemeinsamen politischen Kultur: Aber sie war darüber hinaus multipolar und wahrhaft interaktiv – genau das macht sie zu dem komplexesten Ereignis der Moderne, und eben deshalb geht die Diskussion um den Ursprung des Ersten Weltkriegs weiter, selbst ein Jahrhundert nach den tödlichen Schüssen Gavrilo Princips an der Franz-Joseph-Straße.“

Clark stellt in seinem Buch die These von einer besonderen Kriegsschuld des Deutschen Kaiserreichs infrage und zeichnet die Mechanismen nach, die zum Beginn des Krieges führten. In seiner Interpretation spielt der Berliner Kriegsrat vom 8. Dezember 1912 keine herausgehobene Rolle. Clark knüpft auch insofern an die Positionen von Egmont Zechlin und Gerhard Ritter sowie deren Mitstreitern in den 1960er Jahren an.
Kurz nach Clarks Buch erschien Herfried Münklers Werk „Der Große Krieg“, in dem der Politikwissenschaftler Deutschland von der alleinigen Kriegsschuld freispricht:

„Zweifellos war Deutschland im Sommer 1914 einer der maßgeblichen Akteure, die für den Kriegsausbruch verantwortlich waren – aber es trug diese Verantwortung keineswegs allein.“

Münkler bescheinigt der politischen und militärischen Führung Deutschlands „zweifellos eine Reihe von Fehlurteilen und Fehleinschätzungen (…), aus denen dann Führungsfehler erwachsen sind, die zunächst in den Krieg und dann in die Niederlage geführt haben“. Der Krieg war demnach das Resultat von Fehlern – nicht, wie so oft behauptet worden ist, ein absichtlich von Berlin und Wien heraufbeschworener Präventivkrieg.
Nach den Veröffentlichungen von Clark und Münkler konstatierten einige Kommentatoren in Deutschland einen Paradigmenwechsel:

„Die Deutschen tragen Schuld am Ersten Weltkrieg – aber nicht mehr als andere“

stellte zum Beispiel der Historiker Holger Afflerbach fest.
Gregor Schöllgen und Friedrich Kießling halten im Ergebnis fest, dass

„die aus intensiver Beschäftigung mit den Quellen erwachsenen Forschungen F. Fischers heute feste Bestandteile jeder Analyse der Außenpolitik des kaiserlichen Deutschland bilden, ganz gleich ob sich ihr Autor den Thesen des Hamburger Historikers anschließt oder nicht.“

Günther Kronenbitter kritisierte, dass Fischer den Beginn des Krieges zwischen Österreich und Serbien nicht erfasst hätte. Durch Fischers Analyse sei die prekäre Lage Österreich-Ungarns verdrängt worden:

„Den großen Krieg, zu dem der Erste Weltkrieg dann wurde, hat Österreich sicher nicht bewusst provoziert. Aber dass ein Krieg die Folge des österreichischen Ultimatums an Serbien werden könnte, war dem österreich-ungarischen Ministerrat natürlich klar. Dessen Überlegung war: Wenn wir uns schon von der Möglichkeit einer russischen Intervention schrecken lassen, dann ist Serbien für uns unantastbar. Also wurde der Krieg in Kauf genommen. (...) Es gibt strukturelle Gründe, die erklären, warum Österreich-Ungarn sich so verhalten hat. Das Land ist 1914 stark in der Defensive; die anderen Großmächte nehmen nicht mehr viel Rücksicht auf die vitalen Interessen der Doppelmonarchie. Die Folge ist, dass Österreich-Ungarn das Interesse am Funktionieren der traditionellen Konzertdiplomatie der Großmächte verliert. (...) Fritz Fischer ging es darum, Grundstrukturen von imperialistischem Denken in Deutschland aufzudecken, die sich durchziehen vom Ersten bis zum Zweiten Weltkrieg. Für Österreich war in dieser Diskussion kein Platz. In Österreich wiederum gab es kein Interesse, der Deutung zu widersprechen, dass vor allem die Deutschen verantwortlich für den Ausbruch des Ersten Weltkriegs waren.“